# Вільямсберг (округ, Південна Кароліна)
Шаблон:StateAbbr_ 33°37′ пн. ш. 79°44′ зх. д. / 33.62° пн. ш. 79.73° зх. д.
Округ Вільямсберг (англ. Williamsburg County) — округ (графство) у штаті Південна Кароліна, США. Ідентифікатор округу 45089.

## Історія
Округ утворений 1804 року.

## Демографія
За даними перепису
2000 року
загальне населення округу становило 37217 осіб, зокрема міського населення було 5706, а сільського — 31511.
Серед мешканців округу чоловіків було 17409, а жінок — 19808. В окрузі було 13714 домогосподарства, 10050 родин, які мешкали в 15552 будинках.
Середній розмір родини становив 3,22.
Віковий розподіл населення поданий у таблиці:
| Стать    | До 15 років | 15-21 | 22-29 | 30-39 | 40-49 | 50-65 | 65-85 | Понад 85 |
| -------- | ----------- | ----- | ----- | ----- | ----- | ----- | ----- | -------- |
| Чоловіки | 4480        | 2039  | 1612  | 2148  | 2509  | 2776  | 1724  | 121      |
| Жінки    | 4215        | 1957  | 1825  | 2545  | 3073  | 3182  | 2660  | 351      |

## Суміжні округи
- Флоренс — північ
- Меріон — північний схід
- Джорджтаун — схід
- Берклі — південь
- Клерендон — захід

## Виноски
1. ↑  U.S. Decennial Census. United States Census Bureau. Архів оригіналу за 4 квітня 2018. Процитовано 19 березня 2015.
2. ↑  Historical Census Browser. University of Virginia Library. Архів оригіналу за 11 серпня 2012. Процитовано 19 березня 2015.
3. ↑  Forstall, Richard L., ред. (27 березня 1995). Population of Counties by Decennial Census: 1900 to 1990. United States Census Bureau. Архів оригіналу за 2 лютого 2015. Процитовано 19 березня 2015.
4. ↑  Census 2000 PHC-T-4. Ranking Tables for Counties: 1990 and 2000 (PDF). United States Census Bureau. 2 квітня 2001. Архів оригіналу (PDF) за 18 грудня 2014. Процитовано 19 березня 2015.
5. ↑  State & County QuickFacts. United States Census Bureau. Архів оригіналу за 10 червня 2006. Процитовано 25 листопада 2013.(англ.) Наведено за англійською вікіпедією.
6. ↑  American FactFinder. Бюро перепису населення США. Архів оригіналу за 26 лютого 2012. Процитовано 31 січня 2008.

| США | Це незавершена стаття з географії США. Ви можете допомогти проєкту, виправивши або дописавши її. |